# Portal cautivo

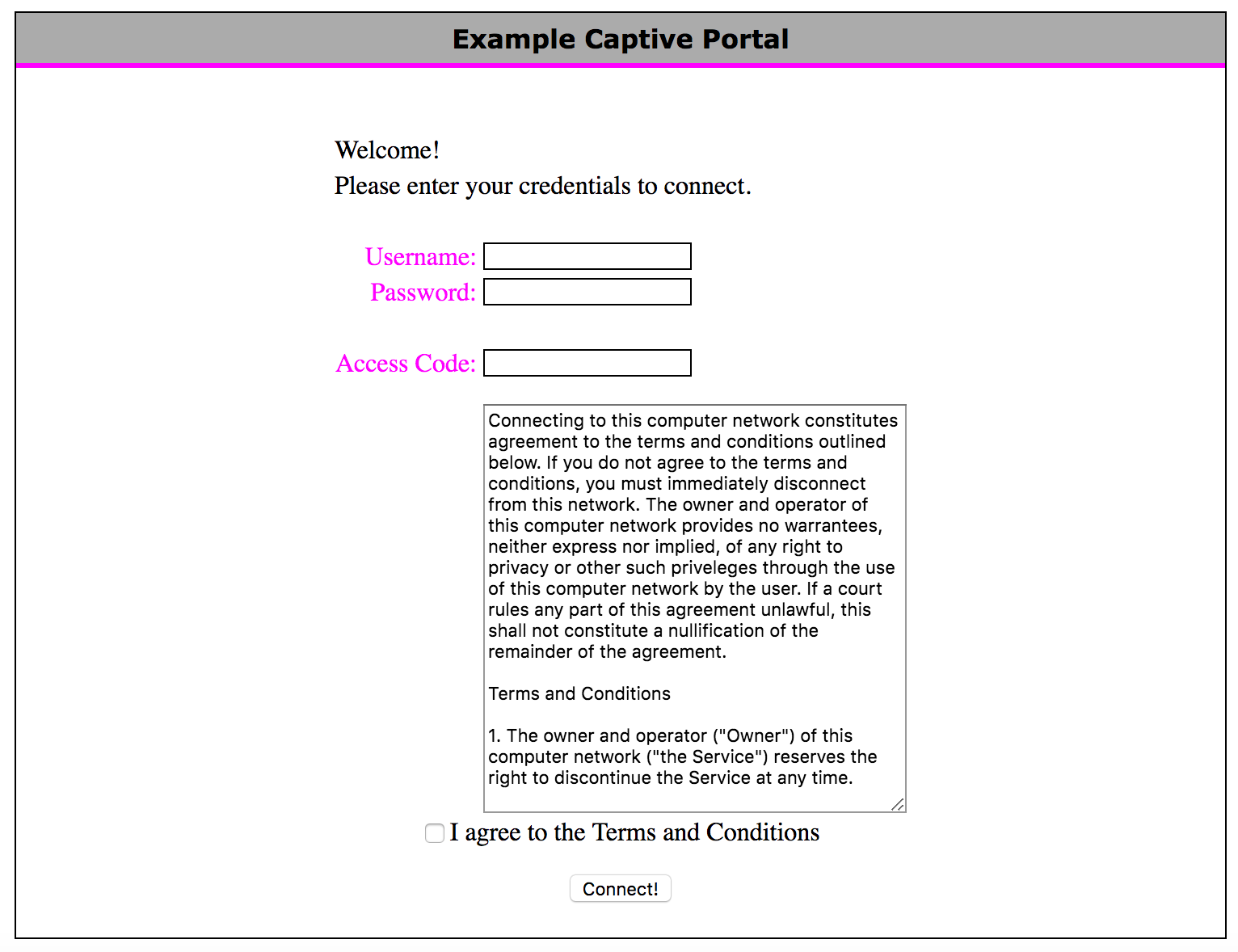
Ejemplo de portal cautivo

Un portal cautivo es un programa o máquina de una red informática que vigila el tráfico HTTP y obliga a los usuarios a pasar por una página especial si quieren navegar por Internet de forma normal. El portal cautivo es una página web, también conocida como una página de login, en la cual el usuario ve antes de acceder la red Wi-Fi pública donde los usuarios pueden autenticarse utilizando sus propias credenciales.
El programa intercepta todo el tráfico HTTP hasta que el usuario se autentifica. El portal se encargará de hacer que esta sesión caduque al cabo de un tiempo. También puede empezar a controlar el ancho de banda usado por cada cliente (haciendo lo que se llama calidad de servicio).

## Usos
Se usan sobre todo en redes inalámbricas abiertas, donde interesa mostrar un mensaje de bienvenida a los usuarios y para informar de las condiciones del acceso (puertos permitidos, responsabilidad legal, etc.). Los administradores suelen hacerlo para que sean los propios usuarios quienes se responsabilicen de sus acciones, y así evitar problemas mayores. Se discute[¿quién?] si esta delegación de responsabilidad es válida legalmente.[cita requerida]

## Proceso de Conexión Estándar
El proceso de conexión de un usuario a un servicio de Internet mediante un Portal Cautivo tiene la siguiente estructura:
1. El usuario se conecta a la red: Un usuario enciende su dispositivo (como una laptop, teléfono o tablet) y busca redes Wi-Fi disponibles. Encuentra la red del lugar público (por ejemplo, “Acceso WiFi Empresa X“) y selecciona esa red para conectarse.
2. Redirección al Portal Cautivo: Después de conectarse a la red el dispositivo (móvil) muestra la página inicial del Portal Cautivo.
3. Página de Bienvenida: El Portal Cautivo muestra una página de bienvenida en el navegador del usuario. Ésta página puede contener información sobre los términos y condiciones de uso de la red, así como cualquier otra información relevante. El Portal Cautivo permite personalizar todo este proceso.
4. Acción Requerida: Dependiendo de cómo esté configurado el usuario se identifica, contesta Encuestas y/o recibe alguna Publicidad
5. Acceso a Internet: Con la acción completada y verificada, el usuario ahora puede navegar libremente por Internet y acceder a los servicios disponibles en la red.